# Franz Pleickard Ulner von Dieburg

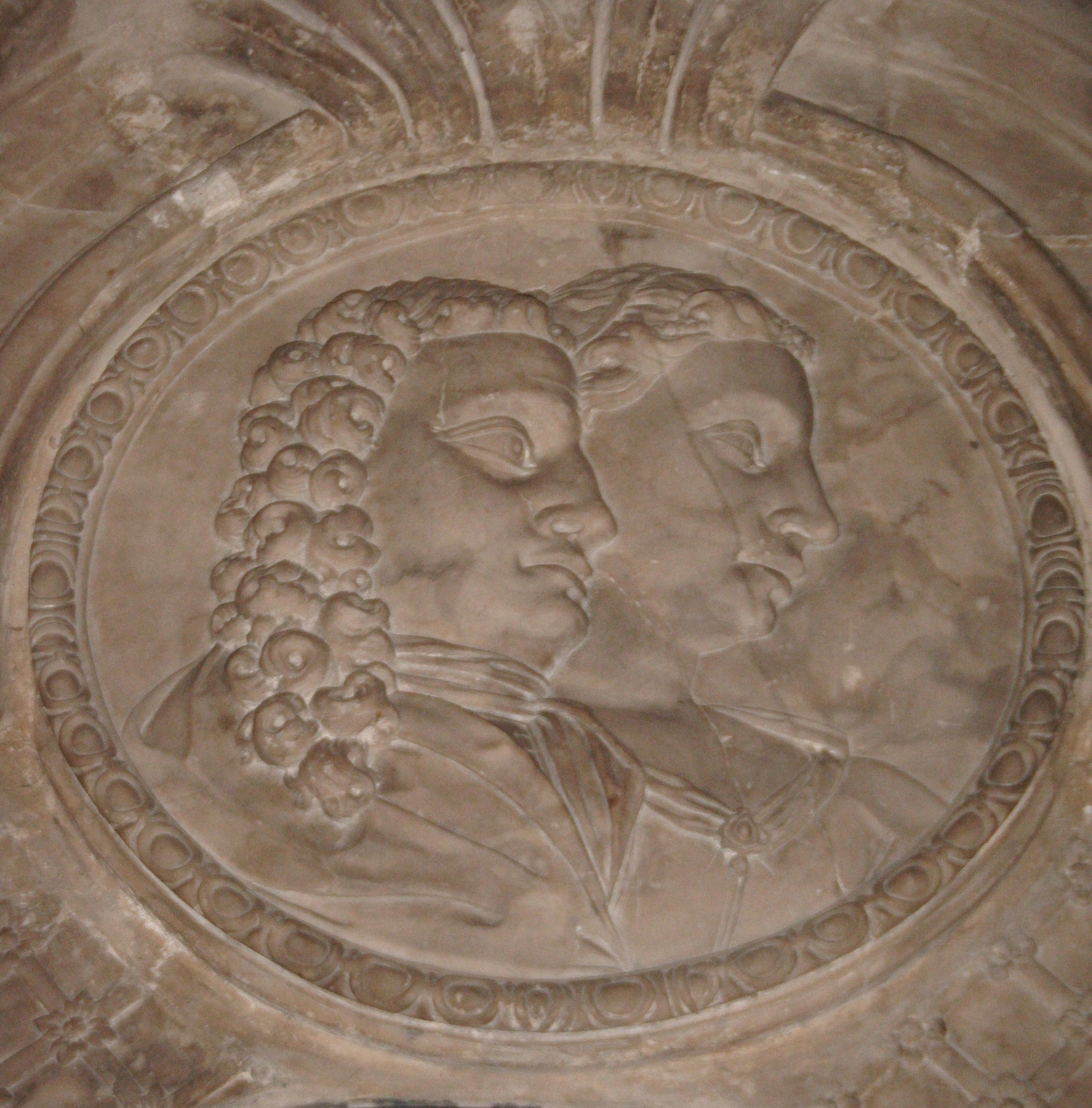
Porträtmedaillon Franz Pleickard Ulner von Dieburg (links) und Maria Theresia Josepha geb. von Haxthausen (rechts), vom Epitaph der Gattin, Weinheim, Pfarrkirche St. Laurentius

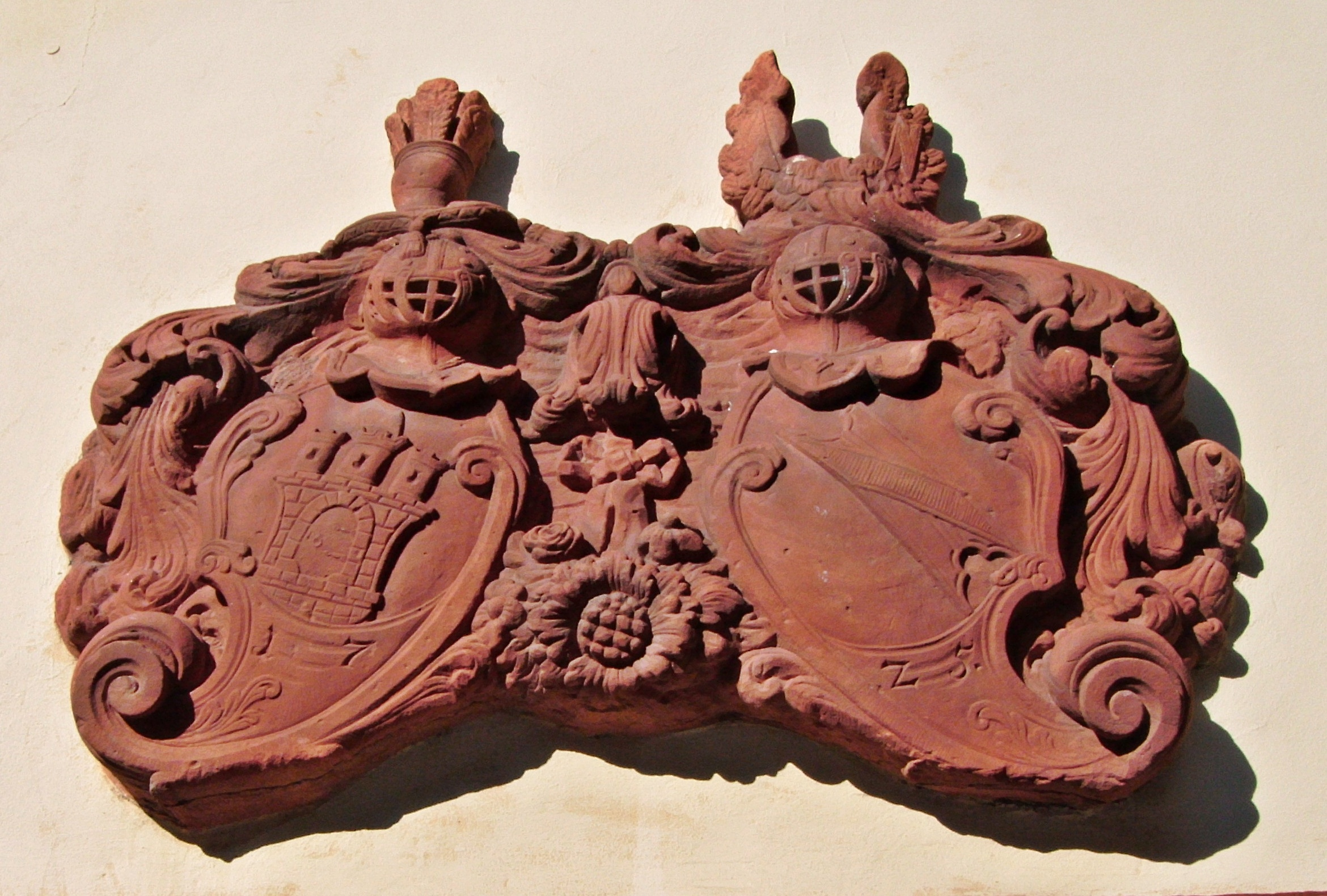
1725 datiertes Allianzwappen des Paares am Weinheimer Schloss (Ulner von Dieburg links, Haxthausen rechts)

Franz Pleickard Ulner von Dieburg (* 1677; † 1748 in Mannheim) war ein Freiherr und kurpfälzischer Hofbeamter bzw. Diplomat.

## Leben
Er entstammte dem Adelsgeschlecht der Ulner von Dieburg und war ein Sohn von Franz Joseph Gernand Ulner von Dieburg und dessen Gattin Maria Susanna geb. Zobel von Giebelstadt. Er trat in kurpfälzische Hofdienste. 1720 wurde er Gesandter bei den holländischen Generalstaaten, 1739 Geheimrat und Regierungs-Vizepräsident in Mannheim. Er wurde zum Freiherrn erhoben und bekleidete zudem die Ämter eines kurpfälzischen Oberst-Küchenmeisters, Oberst-Hofmarschalls und Hofgerichtspräsidenten.
In seiner Heimat Dieburg erbaute Ulner 1717 das Schloss Fechenbach in seiner heutigen Form; es trug damals den Namen Ulnerschlösschen bzw. Ulner-Schloss.
In Weinheim ließ er 1725 den Südflügel des ererbten Weinheimer Schlosses neu errichten, stiftete er drei Hochaltäre für die (alte) katholische Pfarrkirche St. Laurentius und stellte 1718 das Weinheimer Spital mit der zugehörigen Kapelle (1721) wieder her.

## Familie und Nachkommen
Franz Pleickard Ulner von Dieburg heiratete 1713 Maria Theresia Josepha von Haxthausen (1692–1731), Tochter des kurpfälzischen Generals und kaiserlichen Feldmarschallleutnants Johann Raab von Haxthausen († 1733 in Mainz). Ihr setzte er in der Weinheimer Laurentiuskirche ein Epitaph, das beide Porträtmedaillons aufweist. Es wurde 1911, beim Neubau der heutigen Kirche, aus dem Vorgängerbau übertragen. Die lateinische Grabinschrift lautet übersetzt:

„DER DU HIER VORÜBERGEHST BLEIB STEHEN UND LIES. ES RUHT UNTER DIESEM GRABHÜGEL MARIA THERESIA JOSEPHA ULNER VON DIEBURG GEBORENE VON HAXTHAUSEN, DIE DAS VERGÄNGLICHE LEBEN BEGONNEN HAT IM JAHR 1692, 15. OKTOBER. DIESES HAT SIE BEENDET IM JAHRE 1731, 30. JUNI. AUF DASS SIE ANDERNORTS DAS EWIGE BEGÄNNE, DIE WÜRDIG WAR EINES LÄNGEREN LEBENS AUF DER ERDE, WENN DER HIMMEL ES NICHT ANDERS BESCHLOSSEN HÄTTE UM GLEICHWOHL WEITERZULEBEN IM EWIGEN GEDENKEN DER NACHFAHREN. IM HINBLICK AUF DIE EINZIGARTIGEN TUGENDZIERDEN UND DIE GLANZVOLLEN WOHLTATEN GEGENÜBER DEN IHREN, IMMERDAR DANKBAREN SINNES, HAT ALS STÄTTE DES GEDENKENS DIESES MONUMENT AUS MARMOR ZU ERRICHTEN GESORGT, DER ÜBERLEBENDE GATTE FRANZ PLEICKARD ULNER VON DIEBURG. WIE DURCH DAS EHELICHE BAND MIT IHR IM LEBEN VERBUNDEN, SOLL ER AM SELBEN ORT MIT IHR IM TODE VEREINT SEIN, DASS UNGETRENNT SEIEN IM GRAB, DIE DAS EHEGEMACH TEILTEN, MIT LEIB UND MIT SEELE IM HIMMEL AUCH VONEINANDER NICHT GESCHIEDEN, WOHIN VON NEUN KINDERN ZWEI MÄDCHEN VORAUSGESANDT HAT, DIE FROMME UND ZUGLEICH VON GOTT MIT SEGNUNGEN GEKRÖNTE MUTTER. SIEBEN ÜBERLEBENDE HAT SIE AUF DER ERDE ZURÜCKGELASSEN ALS ERBEN IHRER TUGENDVERDIENSTE AUF DASS SIE SIE BEI SICH HABE ALS TEILHABER DER HERRLICHKEIT IM HIMMEL. MIT IHNEN BRINGE AUCH DU AM GRAB HIER DEIN FROMMES GEDENKEN DAR. R.I.P. “

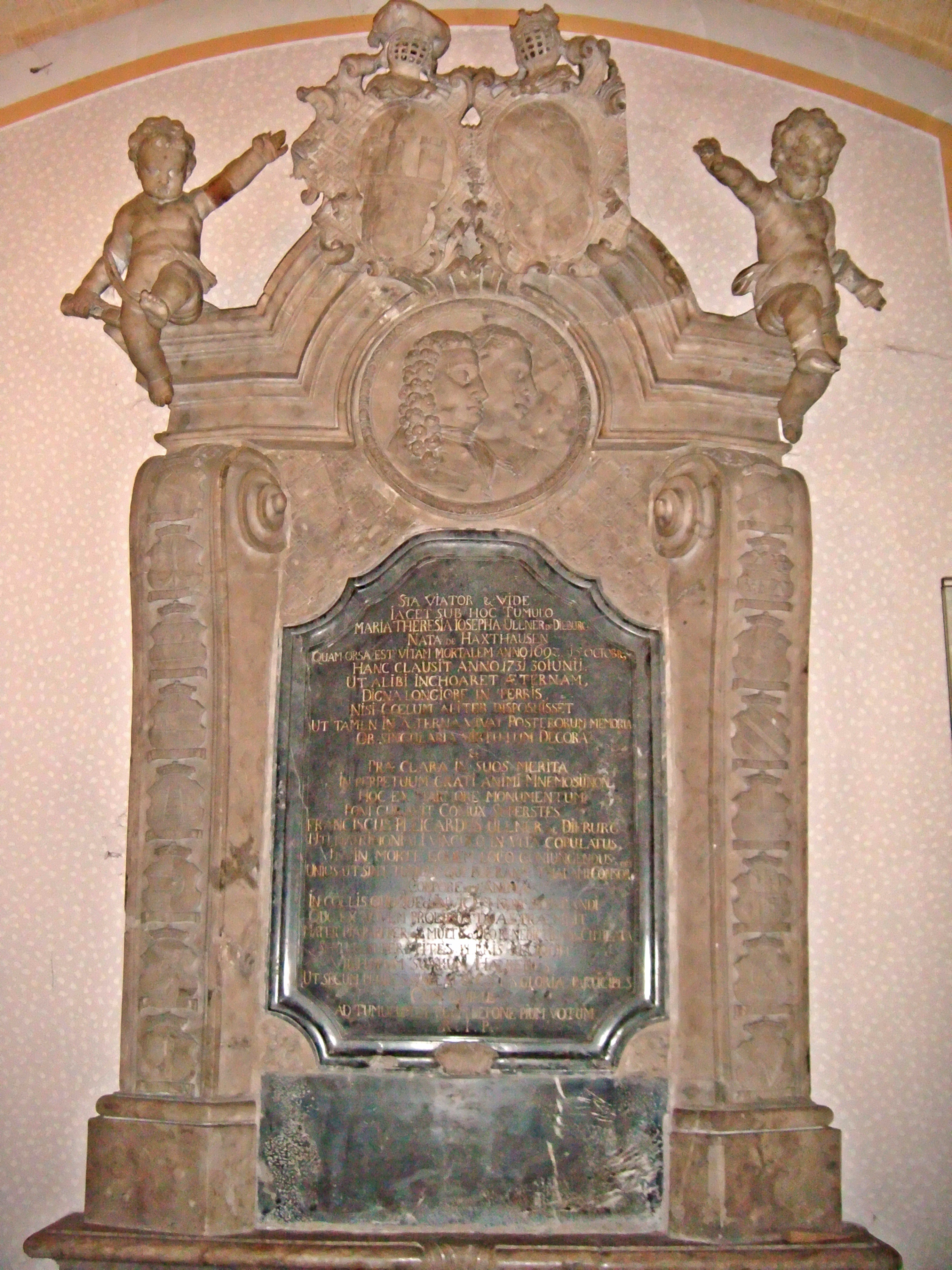
Epitaph der Gattin, Weinheim, Pfarrkirche St. Laurentius

Das Paar hatte neun Kinder, darunter die Tochter Augusta Elisabeth (* 1719), Benediktinerin im Kloster Oberwerth. Einer der Söhne war Johann Wilhelm Franz Ulner von Dieburg (1715–1771), der ebenfalls in kurpfälzische Hofdienste trat. Dessen Tochter Elisabeth Auguste (1751–1816) ehelichte Wolfgang Heribert von Dalberg, Minister und Intendant des Nationaltheaters in Mannheim. Aus dieser Verbindung ging u. a. der Diplomat Emmerich Joseph von Dalberg (1773–1833) hervor.